# Antonio Pintor Ocete
Antonio Pintor Ocete (1862-1946) fue un arquitecto y urbanista granadino, arquitecto municipal de Santa Cruz de Tenerife a partir de 1889 y arquitecto provincial a partir de 1903. Fue uno de los principales promotores de modernismo y el eclecicismo en Canarias, dejando muestras de su legado en numerosos rincones de Tenerife y otras islas.
Antonio Pintor Ocete nació en Motril, Granada, en 1862. Estudia Ciencias Exactas y Arquitectura en Granada, Barcelona y Madrid. En 1889 opta al puesto de Arquitecto Municipal de la capital tinerfeña y se traslada a la isla, donde fallecería en 1946. Su reputada fama como arquitecto le vale el ingreso en 1896 en la Escuela Náutica de Santa Cruz de Tenerife, donde ejerce la docencia durante 30 años. Colabora junto con Manuel de Cámara, arquitecto oficial de la Diócesis Nivariense, e incluso lo sustituye en el puesto en 1907/8. En 1911, se reedificó la parroquia de San Marcos, en Agulo (La Gomera) de acuerdo con el diseño neogótico trazado por Pintor. Dos años más tarde, en 1913, su trayectoria profesional y académica le valen el ingreso en la Real Academia Canaria de las Bellas Artes, justo el año en que se crea una Escuela de Artes y Oficios que durante años había reclamado.
Entre sus obras destacan:
- El Ayuntamiento de Santa Cruz de Tenerife
- La Plaza de toros de Santa Cruz de Tenerife
- El Teatro Leal en San Cristóbal de La Laguna.
- La vivienda n.º 24 de la C/San Agustín, en Icod de los Vinos
- Iglesia de Nuestra Señora de la Encarnación, en Hermigua[2]
- Parroquia de San Marcos, en Agulo (La Gomera)